# Bureau Veritas
O Bureau Veritas (anteriormente BVQI, ou Bureau Veritas Quality International) é uma empresa multinacional francesa especializada em testes, inspeção e certificação, fundada em 1828. Atua em diversos setores, incluindo construção e infraestrutura, agroalimentar e commodities, marítimo e offshore, industrial, certificação e produtos de consumo. A empresa veio a público na Bolsa de Paris em outubro de 2007. 

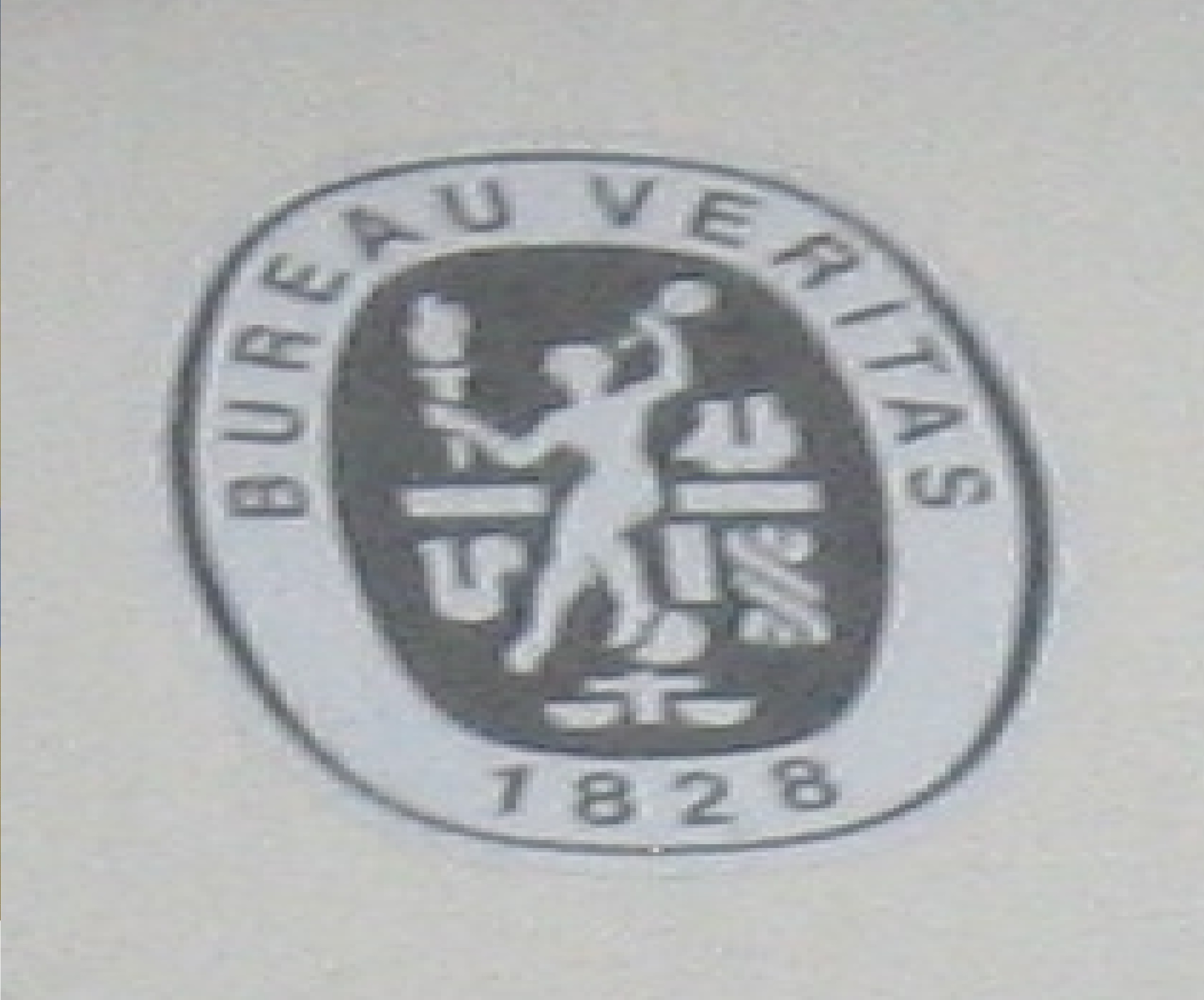
Logo do Bureau Veritas marcado em um conteiner de carga

A empresa fornece serviços de certificação em normas como a ISO 9001, ISO 14001, a OHSAS 18001, a SA8000, entre outras que têm por objetivo indicar padrões de qualidade na produção, comercialização e respeito ao meio-ambiente por parte das empresas do mundo todo. Além de certificações, eles fornecem especialização HSE (Saúde, Segurança e Meio Ambiente).
Originalmente formada em Antuérpia, em 1828, como Bureau de Renseignements pour les Assurances Maritimes (lit.  "Escritório de Informações para Seguros Marítimos"), o nome Bureau Veritas foi adoptado em 1829.

## História
Em 2013, o Bureau Veritas lançou um vídeo sobre os seus principais negócios e suas atividade de inspeção, verificação, testes e certificação. Este vídeo ganhou em 2014 o prémio TopCom "Silver Award" na categoria Audiovisual externo.